# 诺通维尔
诺通维尔（法語：Nottonville，法語發音：[nɔtɔ̃vil]）是法国厄尔-卢瓦省的一个市镇，位于该省南部略偏东，属于沙托丹区。

## 地理
诺通维尔（48°6'45"N, 1°30'20"E）面积24.74 平方千米，位于法国中央-卢瓦尔河谷大区厄尔-卢瓦省，该省份为法国北部内陆省份，北起顺时针与厄尔省、伊夫林省、埃松省、卢瓦雷省、卢瓦-谢尔省、萨尔特省和奧恩省接壤。
与诺通维尔接壤的市镇（或旧市镇、城区）包括：科尔曼维尔、瓦里兹、维利耶圣奥里安、库尔伯艾、迪努瓦地区巴佐什、维勒莫里。
诺通维尔的时区为UTC+01:00、UTC+02:00（夏令时）。

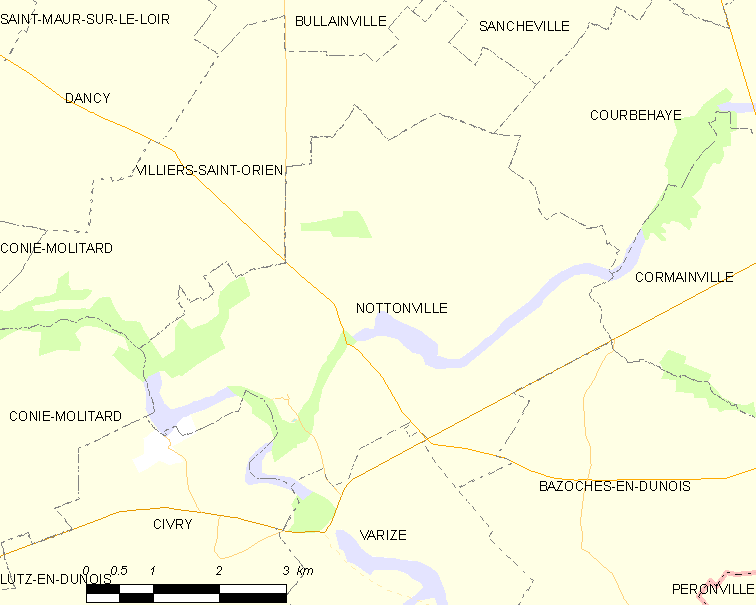
诺通维尔的OSM定位图

## 行政
诺通维尔的邮政编码为28140，INSEE市镇编码为28283。

## 政治
诺通维尔所属的省级选区为莱维拉日沃韦安县。

## 交通
厄尔-卢瓦省省道D27线、D127线、D357线和D927线经过境内。

## 人口

1962-2008年间诺通维尔人口变化图示

诺通维尔于2022年1月1日时的人口数量为283人。